# Щіленіс
Щіленіс (Nycteris) — єдиний рід рукокрилих у родині щіленосові (Nycteridae).

## Поширення та етимологія
Проживають у Східній Малайзії, Індонезії та Африці. Більшість видів населяють саванні рідколісся чи сухі місцевості, але деякі, включаючи Nycteris grandis і Nycteris javanica живуть в густих лісах. Етимологія: від давньогрецького νυκτερίς — «кажан», а те, своєю чергою, від νύξ — «ніч».

## Опис
Голова і тіло довжиною 40—93 мм, хвіст довжиною 43—75 мм, передпліччя довжиною 32—64 мм, вага 10—43 г.
Хутро довге сірого, коричневого або червонуватого кольору. Вуха великі, крила широкі, хвіст довгий. Зубна формула: (i 2/3, c 1/1, pm 1/2, m 3/3)•2=32.

## Поведінка
Вони живуть поодинці, парами чи невеликими колоніями в печерах, ущелинах, порожнистих деревах і будівлях. Вони харчуються комахами та іншими безхребетними, такими як павуки та малі скорпіони. Є один вид (Nycteris grandis), який полює на хребетних, таких як жаби та птахи.

## Відтворення
Самиця народжує одне чи двоє дитинчат за раз. Звіти про час вагітності коливаються від 2,5 до 6 місяців, він коротший в тропічних регіонах. Маля годується матір'ю близько двох місяців. Деякі тропічні види, як відомо, можуть давати потомство кілька разів на рік.

## Геологічний діапазон
Викопні рештки відомі з Оману, що належать ранньому олігоцену й середньому еоцену з Тунісу.